# ريتشارد لام
ريتشارد لام (بالصينية: 林振強) هو كاتب العمود وكاتب أغاني وشاعر صيني، ولد في 1947 في هونغ كونغ في الصين، وتوفي في 16 نوفمبر 2003 بسبب لمفوما.

## وصلات خارجية
- ريتشارد لام على موقع IMDb (الإنجليزية)
- ريتشارد لام على موقع ميوزك برينز (الإنجليزية)
- ريتشارد لام على موقع ديسكوغز (الإنجليزية)
- ريتشارد لام على موقع ديسكوغز (الإنجليزية)